# Siergiej Butuzow
Siergiej Michajłowicz Butuzow (ros. Сергей Михайлович Бутузов, ur. 10 lipca 1909 we wsi Gorki Sacharowskije w guberni moskiewskiej, zm. 21 stycznia 1967 w Moskwie) – radziecki działacz partyjny i państwowy, I sekretarz Krasnojarskiego Krajowego Komitetu WKP(b) (1950-1952), I sekretarz Komitetu Obwodowego KPZR w Penzie (1952-1961).
Miał wykształcenie niepełne wyższe, 1943-1944 studiował w Wyższej Szkole Partyjnej przy KC WKP(b). 1929-1934 statystyk i instruktor moskiewskiego obwodowego wydziału planowania, od 1939 działacz WKP(b). 1944-1947 II sekretarz Komitetu Miejskiego WKP(b) w Krasnojarsku, 1947-1950 II sekretarz, a od 4 kwietnia 1950 do 16 sierpnia 1952 I sekretarz Krajowego Komitetu WKP(b) w Krasnojarsku. W czasie pełnienia przez niego tej funkcji oddano do użytku Irszańsko-Borodińską kopalnię węgla, Sorski Kombinat Molibdenowy, fabrykę syntetycznego kauczuku i fabrykę „Sibelektrostal”. Od 21 sierpnia 1952 do 14 sierpnia 1961 I sekretarz Komitetu Obwodowego KPZR w Penzie. Gdy sprawował to stanowisko, w Penzie i obwodzie penzeńskim oddano do użytku wiele fabryk, m.in. chemiczno-maszynową „Pienzchimmasz”, silników Diesla „Pienzadizielmasz”, „Biosintiez”, Sierdobską Fabrykę Budowy Maszyn, Sierdobską Fabrykę Lamp i inne, oraz instytuty badawcze, m.in. chemiczno-maszynowy, inżynierii chemicznej, elektromechaniczny, elektroniczny i przędzalniczy. Od 14 października 1952 do 17 października 1961 kandydat na członka KC KPZR. Od października 1961 do kwietnia 1963 zastępca przewodniczącego Sownarchozu Penzeńskiego Ekonomicznego Rejonu Administracyjnego. Deputowany do Rady Najwyższej ZSRR 4 i 5 kadencji. 29 listopada 2013 w Penzie odsłonięto poświęconą mu tablicę pamiątkową, a 30 maja 2014 nazwano ulicę w Penzie jego imieniem.

## Odznaczenia
- Order Lenina
- Order Czerwonego Sztandaru Pracy (dwukrotnie)
- Order Czerwonej Gwiazdy
- Order „Znak Honoru”